# Intel 80386
Intel 80286 Intel 80486
L'Intel 80386, souvent abrégé i386, est un microprocesseur 32 bits CISC fabriqué par Intel. Il a été utilisé dans de nombreux ordinateurs personnels de 1986 à 1994. Lors de sa création, le processeur est nommé « P3 » — la troisième génération de processeurs x86. Il s'agit du premier processeur Intel à implémenter l'architecture de processeur IA-32, qui deviendra par la suite omniprésente dans le monde des ordinateurs personnels. On parle parfois, par métonymie, d'i386 pour désigner l'architecture IA-32. En mai 2006, Intel annonce qu'il mettrait fin à la production du 80386 en septembre 2007.
Créé et construit par Intel, le processeur 80386 est achevé en octobre 1985. Les premières puces fonctionnelles sont livrées au public en 1986. Le premier PC équipé de cette puce est le Compaq Deskpro 386, à la surprise du public qui s'attendait à ce qu'IBM, alors leader du marché des ordinateurs personnels, soit le premier fourni,. IBM, en effet, travaille alors à la préparation d'un bus 32 bits afin de tirer un parti optimal de la machine.

## Nouvelle architecture: IA-32
L'architecte en chef du microprocesseur 80386 est l'ingénieur John Crawford, nommé à ce poste chez Intel en 1982.

### Caractéristiques
Ce processeur représente une évolution significative de la famille x86, qui a débuté avec l'Intel 8086. En effet, il introduit une nouvelle architecture de processeur (ISA) 32 bits, dénommée IA-32 (Intel Architecture 32 bits). Par rapport à l'Intel 80286, il diffère notamment par :
- une architecture 32 bits adressant de façon continue jusqu'à 4 Gio, soit mille fois plus que les mémoires courantes de l'époque ;
- une unité de gestion de mémoire supportant la pagination qui le rend plus facile à utiliser pour les systèmes d'exploitation utilisant de la mémoire virtuelle (tel qu'UNIX) ;
- un nouveau mode d'opération, le mode virtuel 8086, permettant d'exécuter sous le contrôle d'un système d'exploitation en mode protégé et multi-tâche des programmes conçus pour le mode réel.

### Le début d'une gamme
Après le 80386, les processeurs suivants d'Intel, 80486, Pentium, ont offert des performances en net progrès via des changements microarchitecturaux importants (mémoires cache, architecture superscalaire, etc.). En revanche, ils n'ont pas significativement fait évoluer l'architecture (ISA) IA-32, qui est restée très stable jusque dans les années 2000. Ainsi, au début des années 2000, la plupart des logiciels étaient encore compilés pour fonctionner sur l'architecture IA-32 telle qu'implémentée par le 80386[réf. nécessaire]. Ils auraient ainsi pu fonctionner sur des 80386, bien que très lentement.
Le système d'exploitation Linux, dont la première version était conçue pour ces processeurs, a préservé le support du 80386 jusqu'à la version 3.8 sortie en février 2013. Cependant, une bonne partie des distributions Linux étaient déjà compilées depuis quelques années[Combien ?] pour des versions plus récentes de l'architecture IA-32 et exigeaient donc un processeur plus récent.
L'architecture IA-32 telle qu'implémentée par le 80386 est souvent abrégée i386. Cette appellation désigne souvent tous les microprocesseurs compatibles produits à la suite du 80386, notamment : Intel 80486, Intel Pentium (586), Intel Pentium Pro (686), Intel Pentium 4 (786), AMD K6, AMD Athlon (K7), AMD Athlon 64 (K8). D'autres fabricants dont Transmeta et Cyrix racheté par VIA Technologies ont également produit des microprocesseurs compatibles. L'appellation i386 exclut en revanche les microprocesseurs 16 bits précédents de la famille x86, c'est-à-dire qui n'implémentent pas l'architecture IA-32.

### Une architecture prévoyante
Alors que la plupart des machines ne connaissent que deux niveaux d'exécution (mode privilégié, mode utilisateur) et que les systèmes d'exploitation de l'époque (Windows, OS/2, UNIX, etc.) n'étaient pas conçus pour en utiliser davantage, les ingénieurs d'Intel ont muni le 80386 et ses successeurs de quatre niveaux d'exécution. Il était question au départ d'avoir un mode superviseur, un mode application et un mode utilisateur. En 2011, aucun système n'utilise directement cette possibilité, mais le niveau intermédiaire se révèle précieux pour rendre possible simultanément la virtualisation d'une ou plusieurs machines équipées chacune de son système d'exploitation sur un matériel unique.

## Microarchitecture et variantes
Le 80386 ne possède pas de mémoire cache interne, mais il est conçu pour fonctionner avec une mémoire cache externe en option, via le contrôleur de cache 80385.
Il ne possède pas non plus d'unité de calcul en virgule flottante interne. Celle-ci peut être ajoutée sous la forme d'un coprocesseur externe, le 80387.

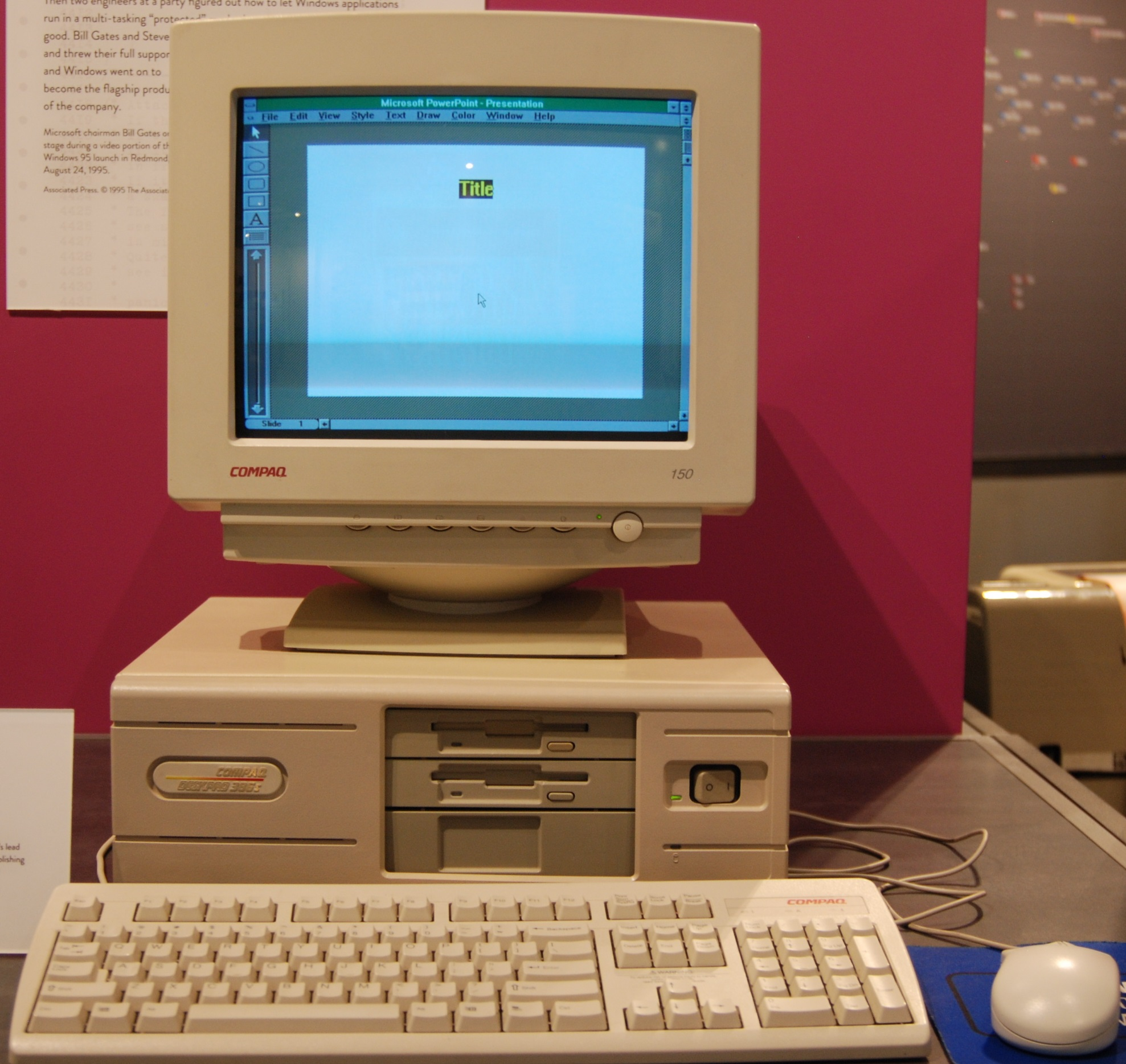
Compaq DeskPro 386S au Living Computer Museum de Seattle, États-Unis.

En juin 1988, Intel introduit le 80386SX qui est une version à moindre coût du 80386. La série SX, pour Single-word eXternal, utilise le 32 bits en interne mais un bus externe de données à 16 bits et un bus externe d'adresse sur 24 bits. L'avantage du SX était de pouvoir être facilement adapté sur une carte mère de 80286, beaucoup plus économique car à l'époque une marque se devait de concevoir sa carte mère. Pour comparaison, le Compaq 386s Deskpro, premier PC à base de 80386SX 16 MHz est vendu à 38 550 francs hors taxes (8 815 euros de 2010) avec 1 Mio de mémoire vive, 40 Mio de disque dur et un écran couleur EGA en juin 1988 au catalogue du fabricant contre 44 850 francs hors taxes (10 256 euros de 2010) pour la version Deskpro 386 16 MHz à équipement équivalent. Le 80386 originel est alors renommé en 80386DX, pour Double-word eXternal, afin d'éviter toute confusion.
En 1990, Intel complète son offre en présentant le 80386SL, une version basse consommation du 80386SX pour les ordinateurs portables (notamment dans l'IBM L40SX).
À partir de 1991, un accord de licence permet à IBM de produire, pour ses propres ordinateurs, des 386SLC : ce sont des 80386SX basse consommation équipés d'une mémoire cache interne de 8 kio.

## Nouvelle stratégie
Intel avait toujours permis à ses concurrents de devenir secondes sources de ses microprocesseurs moyennant licence, afin de rassurer ses clients sur la fluidité de leurs approvisionnements.  Cela avait endormi la recherche chez Thomson et chez NEC, désormais plus enclins à acheter les licences Intel qu'à développer leurs propres puces compatibles.  À la surprise générale, Intel – certain à la fois de l'avance technique de son 80386 et d'avoir atteint la masse critique lui permettant de se passer de secondes sources – annonce qu'il ne rétrocédera aucune licence aux autres fondeurs.  Cette situation de monopole de fait sur une architecture propulsera Intel de façon durable dans les premiers rangs de l'industrie et de la Bourse.